# Ouragan Isaac (2006)
Pour les articles homonymes, voir Cyclone tropical Isaac.
L’ouragan Isaac est la 9e tempête tropicale et le 5e ouragan de la saison cyclonique 2006 pour le bassin de l'océan Atlantique. Le nom Isaac avait déjà été utilisé en 1988 et 2000.

## Chronologie
Fin septembre 2006, une zone de basse pression située au centre de l'océan Atlantique a développé une activité convective persistante et s'est constituée en perturbation tropicale. Le 27 septembre, une dépression y fut observée. On la désigna dépression tropicale TD-9. Le 28 septembre, elle avait atteint le seuil de tempête tropicale, à 1300 kilomètres à l'est-sud-est des Bermudes. On la nomma Isaac.
Le 30 septembre, Issac devint ouragan et s'approcha à un minimum de 450 km (280 milles) à l'est des Bermudes avant de tourner vers le nord. Le 1er octobre, il suivit les côtes de la Nouvelle-Écosse et accéléra. Le 2 octobre, avant de frapper l'est de Terre-Neuve (Canada), Isaac fut rétrogradé en tempête post-tropicale.